# Torre d'amarratge

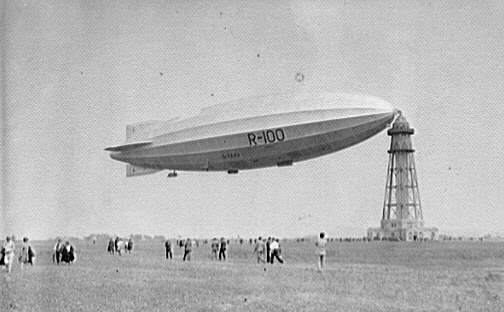
Dirigible R100 amarrat a la seva torre a Montreal (Quebec, Canada) 1930.

En relació amb els dirigibles una torre d'amarratge és una estructura vertical que permet rebre un cable de subjecció de l'aeronau, fixant la posició del dirigible tot i permetent la seva lliure orientació de manera que pugui aproar-se al vent.

## Funcions
La funció principal d'una torre d'amarratge és proporcionar un punt sòlid d'ancoratge per al dirigible. Algunes torres disposen de plataformes de desembarcament per a càrrega i descàrrega de passatgers i mercaderies. També hi pot haver conductes per a carregar aigua i combustible.